# Scott-Sram
Scott-Sram is een Zwitserse mountainbikewielerploeg, opgericht in 2002.
Toen het team werd opgericht had het als doel het begeleiden van jonge Zwitserse mountainbikers in een professioneel kader naar de top van de MTB wereld. Dit onder leiding van ex-wereldkampioen Thomas Frischknecht. Met Florian Vogel en Nino Schurter werden 2 absolute toppers door het team gevormd.
Het duurde tot in 2014 voor de eerste niet-Zwitser bij het team onder contract kwam, dit was de Zweedse Jenny Rissveds.
Het team wordt anno 2017 gesponsord door fietsenmerk Scott en door SRAM.

## Renners

### 2017
| Naam                    | Geboortedatum | Nationaliteit | Ploeg 2016 |
| ----------------------- | ------------- | ------------- | ---------- |
| Andri Frischknecht      | 07-07-1994    | Zwitserland   |            |
| Jenny Rissveds          | 06-06-1994    | Zweden        |            |
| Nino Schurter           | 13-05-1986    | Zwitserland   |            |
| Matthias Stirnemann     | 08-11-1991    | Zwitserland   | ?          |
| Michiel van der Heijden | 06-01-1992    | Nederland     |            |
| Marcel Wildhaber        | 17-05-1985    | Zwitserland   |            |

## Noot
1. ↑  Gegevens voornamelijk ontleend aan  (geraadpleegd op 27 mei 2014).